# Синнергрен, Сигрид
Сигрид Синнергрен (швед. Sigrid Synnergren, полное имя Sigrid Birgitta Synnergren; 1894—1986) — шведская художница по текстилю, которая преимущественно занималась разработкой церковного текстиля, также педагог.

## Биография
Родилась 21 октября 1894 года в Йёнчёпинге в семье фабриканта Йохана Синнергрена и его жены Йоханны, урождённой Эрикссон; была второй из восьми детей в их семье.
В 1915—1918 училась в Стокгольме в ремесленной школе Констфак. Благодаря полученным грантам она совершила несколько учебных поездок за границу.
В 1923—1933 годах Сигрид Синнергрен была директором и художественным руководителем школы ткачества и шитья в Турку. За свои работы, представленные на Всемирной выставке в Барселоне в 1929 году, она получила серебряную медаль. В 1933—1939 годах являлась директором ремесленного предприятия в Векшё (отделение ассоциации Handarbetets vänner). Принимала участие во Всемирной выставке в Брюсселе в 1935 года и во Всемирной выставке в Париже в 1937 году.
Работая в Векшё, познакомилась с Майей Вирде, с которой в 1939 году основала текстильную фирму Södra Sveriges Kyrkliga Textil, специализировавшуюся на выпуске церковных тканей. При этом имела собственную мастерскую в Лунде. Выпускаемая их совместным предприятием продукция включала антепендиумы, казулы, другие алтарные ткани и ковры.
Предприятие Сигрид Синнергрен просуществовало до 1960-х годов и имело много клиентов. За это время её продукция принимала участие в более чем тридцати различных выставках. Работы Синнергрен выделялись высоким качеством, иногда с использованием нитей с прядями из серебра и золота. Тематика картин простирались от изображения растений до сюжетных сцен. Некоторые из её работ представлены в музее Länsmuseet Gävleborg.
Умерла 5 января 1986 года в Лунде, лен Мальмёхус. Была похоронена на кладбище Eastern Cemetery города Уддевалла.